# Christen de Seue
Christen de Seue, född 1843, död 1892, var en norsk meteorolog; bror till Christian Martini de Seue.
Seue som var anställd vid Meteorologisk institutt 1867-75, utgav som universitetsprogram Le névé de Justedal et ses glaciers (1870), som gjorde honom till en av förelöparna vid utforskningen av Norges glaciärer, och den med guldmedalj prisbelönade avhandlingen Windrosen des südlichen Norwegens (1876).